# Vorstendom Lüneburg
Het vorstendom Lüneburg was een keizerlijk gebied bestuurd door het geslacht van de Welfen in het Heilige Roomse Rijk op het grondgebied van de huidige Duitse deelstaat Nedersaksen. De hoofdstad was tot 1378 Lüneburg, nadien verhuisde het hof naar Celle.
Het ontstond in 1269 uit de verdeling van het hertogdom Brunswijk-Lüneburg tussen Albrecht I, die Brunswijk kreeg en Johan I die Lüneburg kreeg. Door de verwerving van talrijke graafschappen en landvoogdijgebieden in de 13e en 14e eeuw, slaagden de Lüneburgse prinsen in de vorming van een gesloten domein en een aanzienlijke uitbreiding van hun grondgebied. Na het uitsterven van de Lüneburgse lijn van de Welfen in 1369 werd de opvolging in het vorstendom de inzet van de successieoorlog in Lüneburg. De Brunswijkse tak van het geslacht Welfen stond tegenover de Ascanische hertogen van Saksen-Wittenberg, die ondertussen door keizer Karel IV met het vorstendom waren verbonden. In 1388 werd het conflict uiteindelijk beslist ten gunste van de Welfen, met name het geslacht van het Middelste Huis Brunswijk, in de persoon van Hendrik de Milde.
In 1428 werden de vorstendommen van Brunswijk en Lüneburg herverdeeld, waarbij het vorstendom Lüneburg in wezen de grenzen ontving die het de volgende eeuwen zou behouden. Het vorstendom Lüneburg bestond op dat moment uit het gebied van de huidige Landkreise Harburg, Lüneburg, Uelzen, Heidekreis, Celle, Gifhorn en Lüchow-Dannenberg op een gebied van ongeveer 12.500 km². Het was een land gedomineerd door de geestgronden van de Lüneburger Heide en de moerassen in het Urstromtal van de Elbe.
In 1527 introduceerde hertog Ernst de Belijder de Reformatie in het vorstendom, en de poging tot Contrareformatie mislukte. Onder hertog George Willem kwam het in de 17e eeuw tot een laatste bloeiperiode aan het hertogelijke hof van Celle. Uit die tijd dateren het barokke theater, de aanleg van de Franse Tuin en het ontwerp van de kasteelgevel in barokke vorm. Na zijn dood in 1705 ging het vorstendom Lüneburg over in het keurvorstendom Hannover. Het vorstendom bleef ook een referentiepunt voor het bestuur in het keurvorstendom, later overgegaan in het koninkrijk Hannover. Landdrostei Lüneburg, die uit het grondgebied van het prinsdom bestaat, was de voorganger van de districtsoverheid Lüneburg, die tot 2005 bestond.

## Galerij

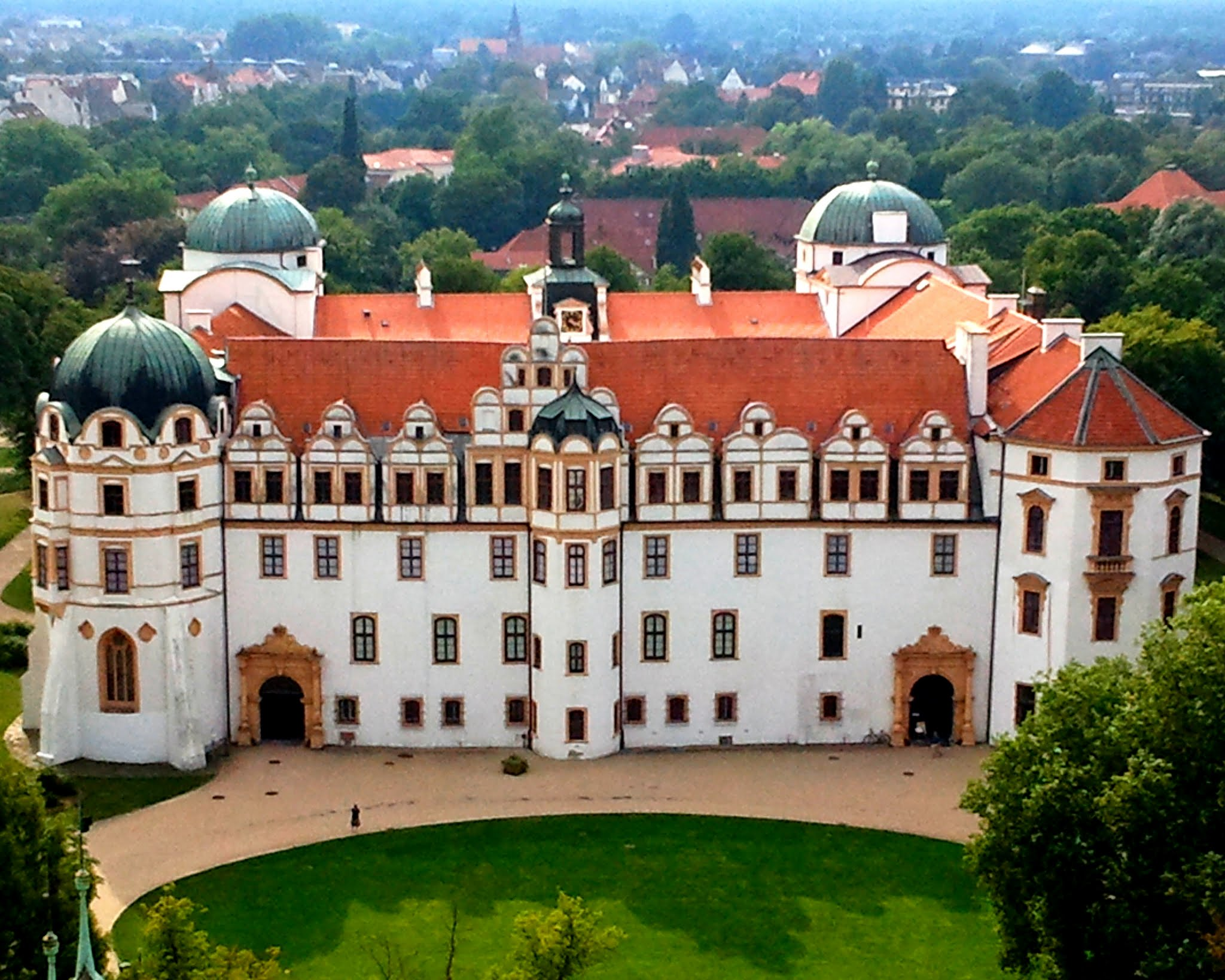
Slot van Celle
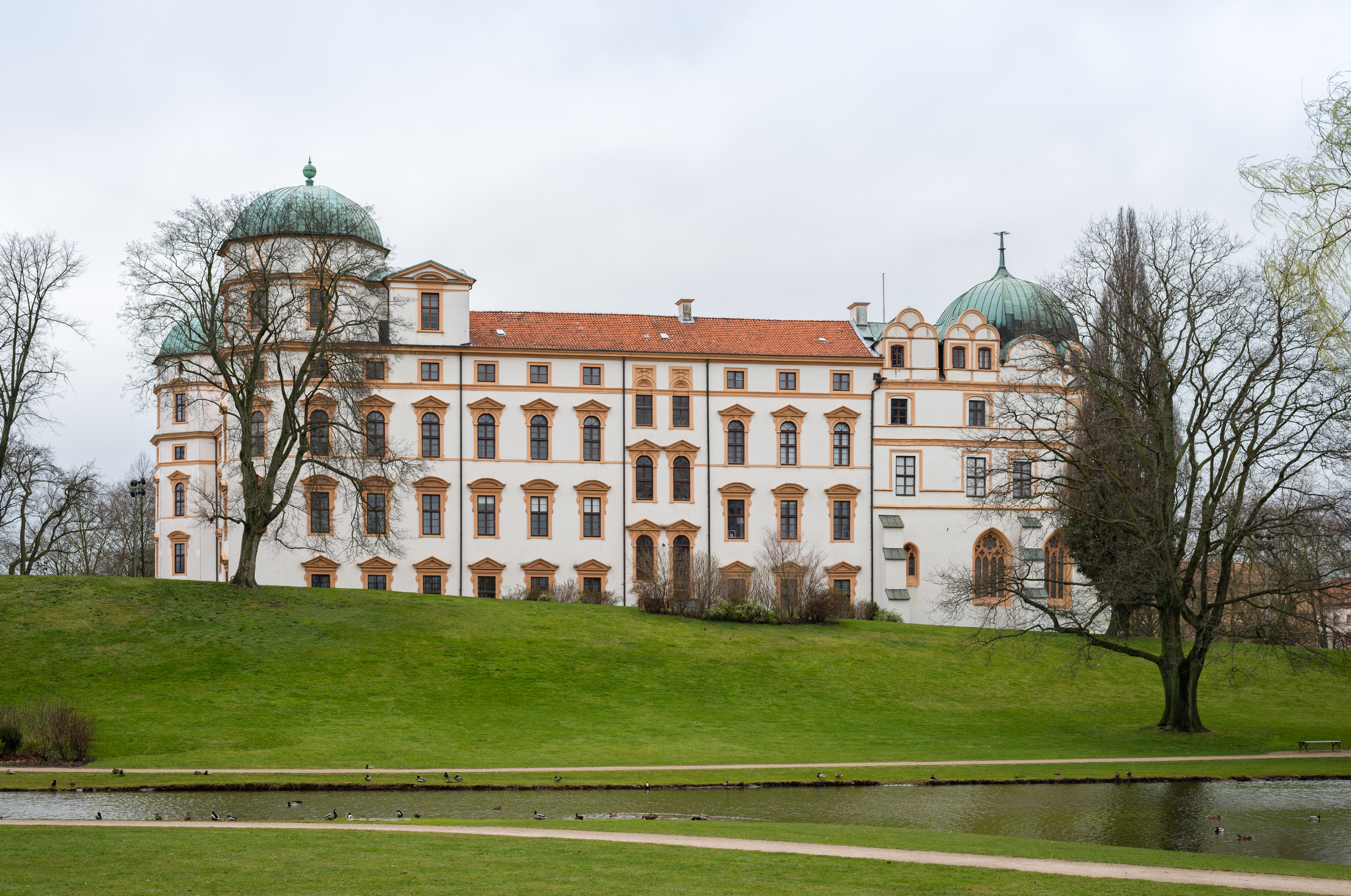
Zijaanzicht
Vorstendom Lüneburg (rood)